# Wellen, Trier-Saarburg
Wellen är en kommun och ort i Landkreis Trier-Saarburg i förbundslandet Rheinland-Pfalz i Tyskland.
Kommunen ingår i kommunalförbundet Verbandsgemeinde Konz tillsammans med ytterligare 11 kommuner.